# Escut de Lloret de Mar

L'escut oficial de Lloret de Mar té el següent blasonament:
Escut caironat: d'argent, un llorer arrencat de sinople. Per timbre, una corona mural de vila.

## Història
Va ser aprovat el 25 d'octubre de 1984 i publicat al DOGC el 12 de desembre del mateix any amb el número 493.
El llorer és el senyal parlant tradicional, referent al nom de la vila.